# Судан III
Судан III (2-гидроксинафталин-1-азо-1′-бензол-4′-азобензол) — органическое соединение, синтетический азокраситель с химической формулой C22H16N4O, относящийся к группе судановых красителей. Имеет вид красновато-коричневого порошка, применяется для окрашивания в микроскопии.
Синонимы: азобензол-4-азо-1-нафтол-2, жирорастворимый красный Ж, судан красный, ceresin red, Cerezinrot, fet ponceau, fettponceau, oil ponceau G, oil red AS, B, 3B, O, scarlet B, Sudan G, tony red, C. I. 26100.

## Свойства
Красновато-коричневый порошок. Имеет молярную массу 352,39 г/моль. Легко растворим в ацетоне, в серном и петролейном эфирах, трихлорметане, горячей концентрированной уксусной кислоте, плохо растворим в спирте, нерастворим в воде и щелочах.

## Применение
Применяется в микроскопии для окрашивания препаратов как жирорастворимый краситель. Входит в различные методики окрашивания, в частности используются следующие составы:
- для окрашивания жировых тканей и жиров — используется 70 % спиртовой раствор;
- для окрашивания лейкоцитов и цитоплазмы — используется 40 % спиртовой раствор;
- для окрашивания гранул лейкоцитов и «суданоподобных» липидов используются растворы в смесях спирта с фенилуксуксусной кислотой, желатина с уксусной кислотой;
- для прижизненного окрашивания липохондрий, с использованием раствора в сыворотке;
- для выявления нейтральных жиров[англ.]; применяется смесь с суданом IV, после чего применяется второе окрашивание гематоксилином.